# SHAKE HANDS
『SHAKE HANDS』は、平成25年（2013年）に公開された日本の映画作品。

## 概要
オーディションで選ばれたキッズダンサーたちが、ダンスを通して絆を描くキッズダンス作品。
劇場公開はオーディトリウム渋谷（現:ユーロライブ）で2013年5月のプレミアム上映会と8月の本上映、8月に広島県で開催の「ダマー映画祭 in ヒロシマ 2013」で上映されただけだった。
2020年7月2日、プロデューサーである森田繁範が自身のYOUTUBEチャンネルにて作品を公開し、再び世に知られることとなった(2024年5月1日現在は非公開設定)。

## あらすじ
同じ中学校に通うコウタ、ダイチ、ナオキ、ケントの4人は、家庭や学校で感じていた居場所の無さをダンスという共通の言葉で埋め合わせる日々を送っていた。やがて4人の関係もささいなことで壊れ、村田らのグループによるイジメにも直面する。それでも出場を約束していたダンス大会に4人は集結し、妨害を図った村田らも巻き込んで新たな関係を築いてゆく。

## キャスト
- コウタ - U-タロウ（ROCK STEADY CREW、D.LEAGUE 20-21・SEPTENI RAPTURESレギュラーダンサー、D.LEAGUE 21-22よりKOSÉ 8ROCKS、元:チビッコAAA）
- ダイチ - 天沼佑太Dancer choreographer
- ナオキ - 今崎莞太
- ケント - 苅部凛人
- 森田繁範（PaniCrew）
- 佐々木洋平（PaniCrew）
- 山本崇史（PaniCrew）
- コウタの姉 - 萩原優芽（当時Carat・yume。Caratとしても劇中に登場）
- 村田 - 村上真都ラウール（現:Snow Man・ラウール）
- 村上真輝リカルド（ラウールの兄）
- マナ - 坂本舞白（現:MADEIN・マシロ）
- コウタの同級生 - 傳彩夏（元:ONEPIXCEL、元:チビッコAAA）

他

## スタッフ
- 監督：藤井道人（『新聞記者』で第43回日本アカデミー賞優秀監督賞を受賞）
- プロデューサー：森田繁範（PaniCrew）
- 脚本：川原田サキ

## 主題歌
- 主題歌：「Dream Avenue」(SHAKE HANDS CREW、作詞・曲：m.c.A・T )
- 挿入歌：「シェキナッ！」(Carat、作詞：若林愛、作曲：浅野ケン、編曲：和田春)